# Ghaath
Ghaath – bollywoodzki thriller z 2000 roku wyreżyserowany przez Akashdeepa. W rolach głównych Manoj Bajpai, Tabu i Om Puri. Muzykę do filmu skomponował duet braci Salim-Sulaiman i Anu Malik.

## Obsada
- Manoj Bajpai – Krishna Patil
- Tabu – Kavita Chaudhary
- Om Puri – Ajay Pandey
- Anupam Kher – Ramakant Patil
- Sheeba – Mansi Patil
- Raveena Tandon – gościnnie
- Arshad Warsi – Divakar
- Mukesh Tiwari – Ishwar Mohanlal Ghodbole
- Irrfan Khan – Mamu / Romesh Bhagwat Dogra
- Johnny Lever – Screwdriver
- Jasbir Thandi As Goonga

## Muzyka i piosenki
Autorem piosenek jest Anu Malik, twórca muzyki do takich filmów jak:  Akele Hum Akele Tum, Chaahat, Border, China Gate, Refugee, Fiza Aśoka Wielki, Aks, LOC Kargil, Ishq Vishk, Murder, Fida, No Entry, Humko Deewana Kar Gaye, Zakochać się jeszcze raz,  Umrao Jaan. Nagroda Filmfare za Najlepszą Muzykę za Baazigar i Jestem przy tobie.
- Yeh Humko Kya Hua Hai
- Teri Jawani
- Teri Aashiqui
- Jo Dar Gaya
- Kisi Ne Sach
- Jhumka Chandi
- The Colours Of Ghaath
- Baba Meri Yeh Jawani